# 모리스 쿠랑

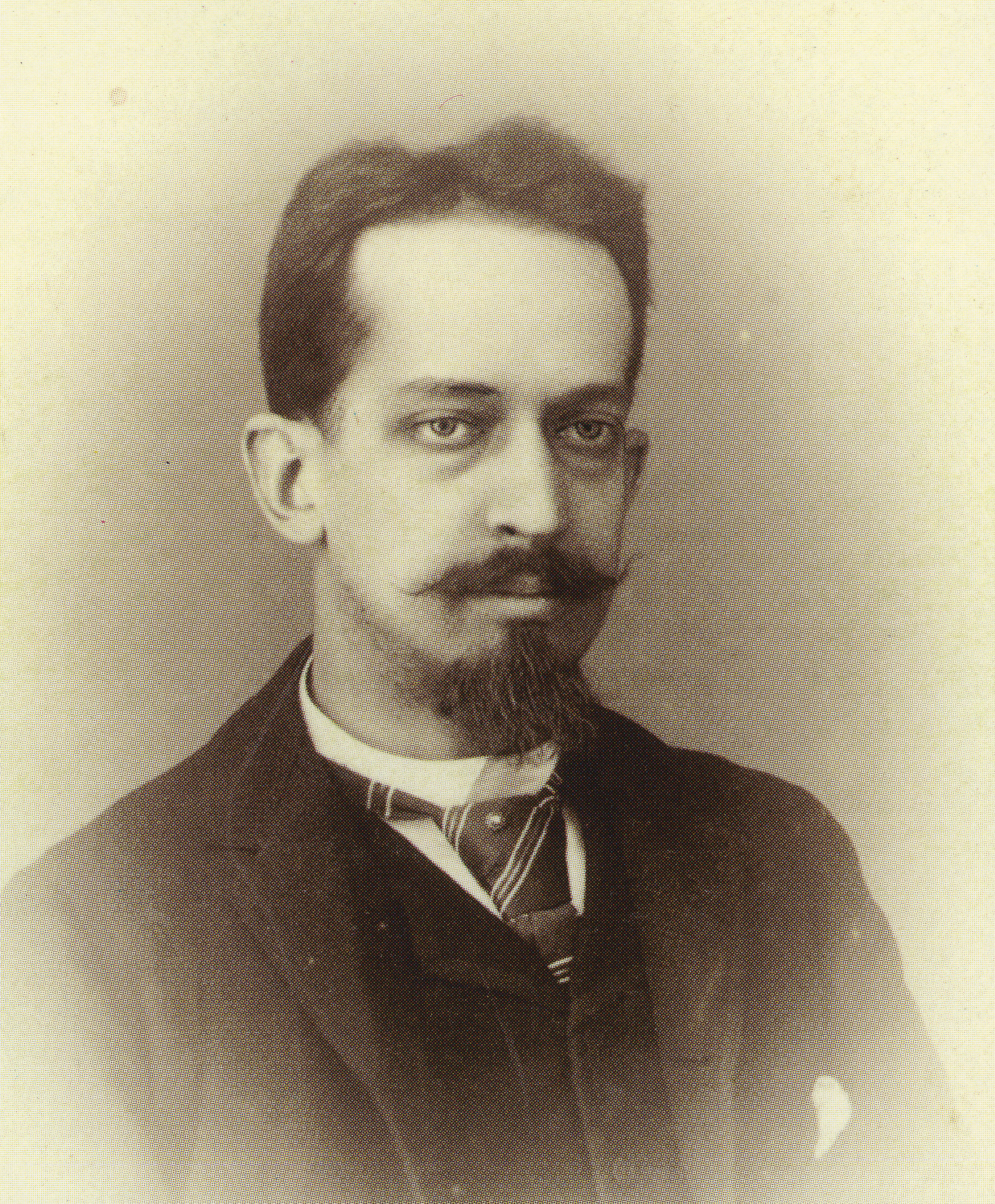
모리스 쿠랑

모리스 오귀스트 루이 마리 쿠랑(프랑스어: Maurice Auguste Louis Marie Courant, 1865년 10월 12일~1935년 8월 18일)은 프랑스의 동양학자이다. 

## 생애
파리에서 출생하였으며, 파리 대학교에서 법학을 전공했고, 국립동양언어문화대학에서 일본어와 중국어를 공부했다. 그 후 한양, 도쿄, 톈진 등에서 공사관의 통역으로 근무하였다. 1890년 조선 주재 프랑스 공사관에 있으면서 한국 도서의 연구를 시작하였다. 그리하여 1896년에 《한국 서지》(Bibliographie Coréenne) 3권을 펴냈는데, 구미의 한국 연구에 귀중한 자료가 되었다. 그 후 리옹 중법대학 중국어학 교수를 지냈다.